# Charles Williams (baloncestista)
Charles E. "Charlie" Williams (Colorado Springs, Colorado, 5 de septiembre de 1943) es un exjugador de baloncesto estadounidense que disputó seis temporadas en la ABA, y una más en la EBA. Con 1,83 metros de estatura, jugaba en la posición de base.

## Trayectoria deportiva

### Universidad
Jugó tres temporadas con los Redhawks de la Universidad de Seattle, liderando a su equipo en anotación en la última de ellas, en la que promedió 20,3 puntos por partido.

### Profesional
Tras no ser elegido en el Draft de la NBA de 1965, no fue hasta 1967 cuando fichó por los Pittsburgh Pipers de la ABA. Y no pudo empezar mejor su andadura profesional, ya que esa temporada, fue junto a Connie Hawkins uno de los grandes artífices de la consecución del título de liga, tras derrotar en las finales a los New Orleans Buccaneers en el séptimo y definitivo encuentro. Williams acabó promediando 20,8 puntos y 4,8 rebotes por partido, y fue incluido en el Mejor quinteto de la ABA.
Las dos siguientes temporadas disputó el All-Star Game, y en 1970 fue traspasado a los Memphis Pros a cambio de Skeeter Swift. Allí jugó dos temporadas, y una más en los Utah Stars, acabando su carrera jugando una temporada en la EBA.

## Estadísticas de su carrera en la ABA y la NBA

### Temporada regular
| Temporada | Edad | Equipo             | Liga | Pos.  | P   | TIT | MIN  | TC  | TCA  | %TC  | 3P  | 3PA | %3P  | 2P  | 2PA  | %2P  | TL  | TLA | %TL  | R.OF. | R.DEF. | REB | ASIS | ROB | TAP | PER | FP  | PTS  |
| 1967-68   | 24   | Pittsburgh Pipers  | ABA  | PG    | 78  |     | 39.0 | 8.2 | 20.2 | .408 | 0.7 | 2.3 | .287 | 7.6 | 17.9 | .424 | 3.7 | 5.5 | .676 |       |        | 4.8 | 2.2  |     |     | 3.5 | 3.8 | 20.8 |
| 1968-69 ★ | 25   | Minnesota Pipers   | ABA  | PG    | 66  |     | 34.6 | 7.3 | 19.7 | .373 | 1.0 | 3.2 | .311 | 6.3 | 16.5 | .385 | 3.1 | 4.3 | .710 | 1.7   | 2.1    | 3.7 | 2.5  |     |     | 3.1 | 3.4 | 18.7 |
| 1969-70 ★ | 26   | Pittsburgh Pipers  | ABA  | SG    | 26  |     | 35.6 | 7.4 | 20.7 | .359 | 0.6 | 2.9 | .213 | 6.8 | 17.8 | .383 | 4.0 | 5.2 | .770 | 1.0   | 2.0    | 3.0 | 3.6  |     |     | 3.1 | 3.1 | 19.5 |
| 1970-71   | 27   | TOTAL              | ABA  | SG-PG | 88  |     | 25.5 | 5.7 | 13.8 | .412 | 0.4 | 1.5 | .243 | 5.3 | 12.3 | .433 | 2.3 | 3.3 | .701 | 0.8   | 1.6    | 2.4 | 2.8  |     |     | 2.6 | 2.8 | 14.1 |
| 1970-71   | 27   | Pittsburgh Condors | ABA  | PG    | 32  |     | 30.4 | 6.0 | 14.3 | .421 | 0.3 | 1.2 | .270 | 5.7 | 13.2 | .435 | 2.4 | 3.4 | .704 | 0.8   | 1.8    | 2.6 | 4.0  |     |     | 4.0 | 3.2 | 14.8 |
| 1970-71   | 27   | Memphis Pros       | ABA  | SG    | 56  |     | 22.7 | 5.5 | 13.6 | .406 | 0.4 | 1.8 | .232 | 5.1 | 11.8 | .432 | 2.3 | 3.3 | .699 | 0.8   | 1.4    | 2.3 | 2.2  |     |     | 1.8 | 2.5 | 13.7 |
| 1971-72   | 28   | Memphis Pros       | ABA  | PG    | 82  |     | 31.5 | 5.9 | 15.3 | .382 | 0.5 | 2.1 | .236 | 5.4 | 13.2 | .405 | 3.6 | 4.8 | .744 | 1.0   | 1.7    | 2.8 | 3.1  |     |     | 2.8 | 3.0 | 15.8 |
| 1972-73   | 29   | TOTAL              | ABA  | PG    | 32  |     | 11.6 | 1.2 | 3.6  | .322 | 0.1 | 0.6 | .150 | 1.1 | 3.0  | .358 | 1.3 | 1.8 | .719 | 0.1   | 0.4    | 0.6 | 1.8  |     |     | 1.1 | 1.7 | 3.7  |
| 1972-73   | 29   | Memphis Tams       | ABA  | PG    | 10  |     | 21.9 | 2.5 | 7.5  | .333 | 0.3 | 1.4 | .214 | 2.2 | 6.1  | .361 | 1.9 | 2.6 | .731 | 0.2   | 1.0    | 1.2 | 4.2  |     |     | 2.4 | 3.1 | 7.2  |
| 1972-73   | 29   | Utah Stars         | ABA  | PG    | 22  |     | 6.9  | 0.5 | 1.8  | .300 | 0.0 | 0.3 | .000 | 0.5 | 1.5  | .353 | 1.0 | 1.4 | .710 | 0.1   | 0.2    | 0.3 | 0.8  |     |     | 0.5 | 1.0 | 2.1  |
| Total     |      |                    | ABA  |       | 372 |     | 30.8 | 6.3 | 16.1 | .390 | 0.6 | 2.1 | .264 | 5.7 | 14.0 | .409 | 3.1 | 4.3 | .713 | 1.0   | 1.6    | 3.1 | 2.7  |     |     | 2.8 | 3.1 | 16.2 |

### Playoffs
| Temporada | Edad | Equipo            | Liga | Pos. | P  | TIT | MIN  | TC  | TCA  | %TC  | 3P  | 3PA | %3P  | 2P  | 2PA  | %2P  | TL  | TLA | %TL  | R.OF. | R.DEF. | REB | ASIS | ROB | TAP | PER | FP  | PTS  |
| 1967-68 ❍ | 24   | Pittsburgh Pipers | ABA  | PG   | 15 |     | 41.7 | 9.7 | 22.4 | .432 | 0.4 | 2.3 | .171 | 9.3 | 20.1 | .462 | 4.0 | 5.5 | .732 |       |        | 4.3 | 2.5  |     |     | 3.7 | 4.1 | 23.7 |
| 1968-69   | 25   | Minnesota Pipers  | ABA  | PG   | 7  |     | 36.4 | 5.9 | 16.0 | .366 | 1.6 | 5.4 | .289 | 4.3 | 10.6 | .405 | 3.9 | 5.6 | .692 |       |        | 3.4 | 2.0  |     |     | 2.7 | 4.0 | 17.1 |
| 1970-71   | 27   | Memphis Pros      | ABA  | SG   | 4  |     | 32.3 | 7.8 | 18.5 | .419 | 0.5 | 1.5 | .333 | 7.3 | 17.0 | .426 | 3.3 | 4.5 | .722 | 1.5   | 2.0    | 3.5 | 2.0  |     |     | 1.0 | 3.8 | 19.3 |
| 1972-73   | 29   | Utah Stars        | ABA  | PG   | 4  |     | 3.0  | 0.3 | 1.3  | .200 | 0.0 | 0.0 |      | 0.3 | 1.3  | .200 | 0.0 | 0.0 |      | 0.0   | 0.3    | 0.3 | 0.3  |     |     | 0.3 | 0.8 | 0.5  |
| Total     |      |                   | ABA  |      | 30 |     | 34.1 | 7.3 | 17.6 | .414 | 0.6 | 2.6 | .241 | 6.6 | 14.9 | .444 | 3.3 | 4.6 | .719 | 0.8   | 1.1    | 3.4 | 2.0  |     |     | 2.7 | 3.6 | 18.5 |